# 張炯 (政治人物)
張炯（？—？），本籍順天，供事出身，清朝官員，於1757年上任新港巡檢，隸屬於台灣道台灣府，為台灣清治時期的地方官員，該官職主要從事新港之管理事務。